# Travel Technology Interactive
El grupo Travel Technology Interactive (TTI) es una empresa multinacional francesa que se especializa en proporcionar soluciones SaaS para la industria de transporte, con un enfoque en la gestión de aerolíneas. Su oferta incluye un Sistema de Reservas de Aerolíneas con un Sistema de Distribución Global GDS integrado, así como soluciones de alojamiento basadas en web, inventario, reserva y gestión de ingresos para aerolíneas de bajo costo, híbridas y de servicio completo. TTI proporciona un software SaaS integral y completo para la gestión de aerolíneas a través de Zenith® y mejora la gestión de carga con Nexlog®.
Travel Technology Interactive se crea en 2001, como empresa dedicada a la compañía aérea Air Antilles Express. En 2005, firma un acuerdo de colaboración con Amadeus IT Group, que le permite aumentar el número de clientes, así como su reputación a nivel mundial. En agosto de 2006, inicia su colaboración como socio “Stb Prefered Partner” de IATA. El año siguiente, Travel Technology Interactive realiza la compra de su principal competidor en América Latina, CIONS Software, una compañía brasileña de soluciones software con base en Ribeirão Preto (Brasil). Esta compañía pasa a llamarse TTI do Brasil. En noviembre de 2007, el grupo abre su primera filial, TTI Caribe, en Guadalupe (Baie-Mahault). En mayo de 2008, Travel Technology Interactive firma un acuerdo de cooperación con Hahn Air, con el objetivo de que ésta ofrezca servicios de distribución BSP adicionales a los clientes de Travel Technology Interactive. En 2010, se realiza la apertura de una nueva filial en Singapur, TTI Asia, dedicada a la región Asia/Pacífico. El 18 de abril de 2011, Travel Technology Interactive pasa a cotizar en el NYSE Alternext de Paris.